# San Donato (metropolitana di Milano)
San Donato è una stazione della linea M3 della metropolitana di Milano.

## Storia
La stazione fu inaugurata il 12 maggio 1991, circa un anno dopo l'apertura della linea M3.

## Strutture e impianti
La stazione, pur portando il nome di San Donato, si trova nel territorio comunale di Milano, nel quartiere Rogoredo; il territorio comunale di San Donato Milanese si estende a sud-est della via Marignano, a un centinaio di metri di distanza.
La stazione dispone di tre binari; per accedere ai due binari dei treni verso Comasina è necessario andare più in profondità per poi risalire tornando ai 5 metri del piano di terra.

## Interscambi
Da questa stazione partono diverse linee di autobus. Dal autostazione (Comune di Milano) partono le linee 121, 77, 45, 901, Radiobus Q45 e NM3 gestite da ATM. Sempre nella stessa autostazione partono le linee Z e K di Autoguidovie ed alcuni autobus suburbani di STAR Mobility. Sul lato di San Donato Milanese (Via Marignano) fanno capolinea le linee 130, 132, 902 e 903 di ATM e le circolari B, C e B/C di Autoguidovie.
- Fermata autobus

## Servizi
La stazione dispone di:
- Accessibilità per disabili
- Ascensori
- Scale mobili
- Emettitrice automatica biglietti
- Stazione video sorvegliata
- Bar
- Servizi igienici
- Parcheggio a pagamento con 500 posti per 4 piani